# Религия в Великобритании

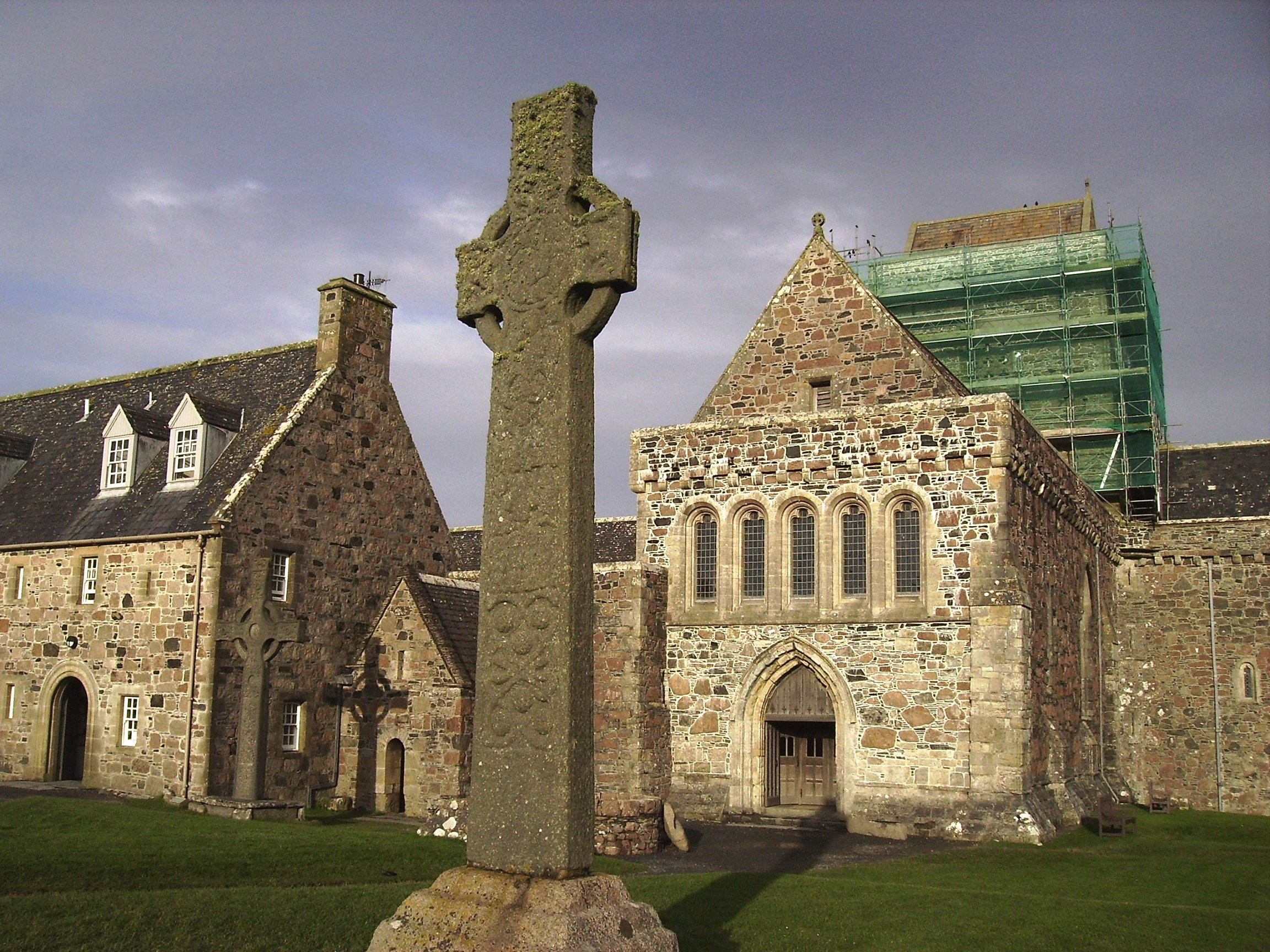

Каждый подданный Великобритании имеет право исповедовать свою религию. Британия — это преимущественно христианская страна: 10 – 16% граждан принадлежат к Католической церкви, а 26 миллионов британцев являются прихожанами Англиканской церкви, которая официально имеет статус государственной церкви Англии.
В Шотландии насчитывается 1,1 миллиона членов Пресвитерианской церкви, являющейся государственной церковью Шотландии. В Северной Ирландии примерно половина населения относит себя к протестантам, а почти 40 % жителей составляют католики. В Уэльсе Англиканская церковь утратила статус государственной в 1920 году. Это означает, что сейчас там нет официальной государственной церкви, а наиболее многочисленными конфессиями являются другие протестантские течения, наиболее авторитетной из которых является Пресвитерианская Церковь Уэльса (методизм «левого», кальвинистского толка). Священнослужители официально признанных церквей Великобритании могут получать заработную плату от государства, если они работают в тюрьмах или больницах.

## Католическая церковь
В 1850 году на территории Великобритании была восстановлена Католическая церковь, впервые после Реформации, во время которой она была полностью запрещена. Великобритания разделена на семь провинций, каждой из которых управляет католический архиепископ, и 30 епархий — 22 в Англии и 8 в Шотландии, во главе каждой из которых стоит епископ. Всего в Великобритании находится около 4000 римско-католических церквей. Ирландия рассматривается папой римским как единая территория с 1300 приходами, а Северная Ирландия разделена на семь епархий.

## Пятидесятническое движение

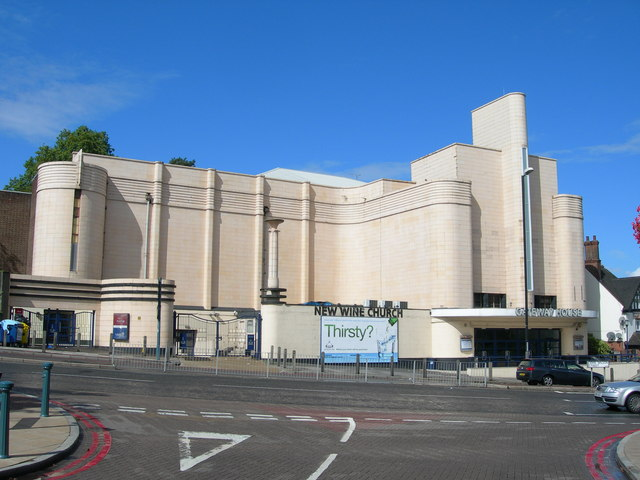
Пятидесятнический храм в Лондоне (здание бывшего кинотеатра)

Около 1 млн жителей Британии посещают пятидесятнические и харизматические церкви. Пятидесятников называют самой быстрорастущей христианской конфессией в стране.
Самыми крупными пятидесятническими союзами страны являются Пятидесятническая церковь «Елим» (138 тыс.), Ассамблеи Бога (68 тыс.), Новозаветная церковь Бога (28 тыс. взрослых, крещённых членов), Апостольская церковь Великобритании (10 тыс.), Хиллсонг-Лондон (10 тыс.), Церковь Бога пророчеств (5 тыс.).
Стремительно растёт число сторонников пятидесятничества среди выходцев из Африки. Только в одной нигерийской Искупленной христианской церкви Божьей 80 тыс. взрослых крещённых членов церкви. Отдельную группу составляют независимые британские харизматические церкви и движения (285 тыс.).

## Ислам

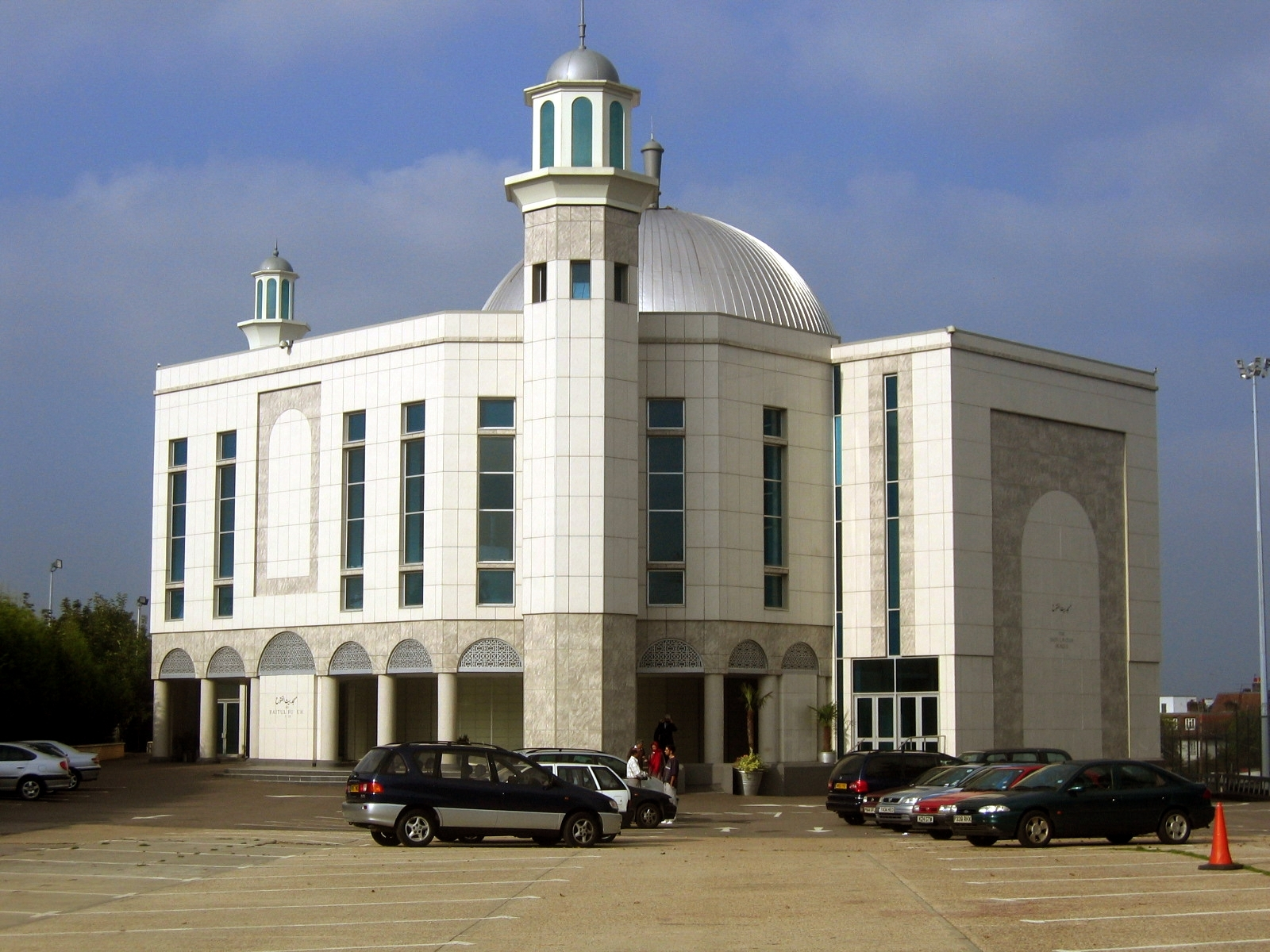
Мечеть Байтул Футух в Лондоне. Крупнейшая в Западной Европе.

Британская мусульманская община — одна из самых крупных в Западной Европе. По некоторым оценкам её численность составляет от 1,5 до 2 миллионов человек. Община имеет 600 мечетей и молитвенных центров. Одним из наиболее важных мусульманских учреждений в Западной Европе является Центральная мечеть в Лондоне и находящийся при ней Исламский культурный центр.
Значительная часть британских мусульман прибыла в начале 19-го века, когда моряки и торговцы-мусульмане стали прибывать в Великобританию из её колоний. Другая волна мусульман имела место после Первой мировой войны, когда демобилизовавшиеся жители колоний остались в Великобритании, и третья большая волна прибыла после Второй мировой войны, чтобы заполнить недостаток рабочей силы на рудниках и фабриках. В 1970-х мусульмане прибывали в основном из Кении и Уганды, а в конце века большинство эмигрировало из Ирана, Ирака, Сомали, а также из Боснии и Косово.

## Сикхизм
Сикхская община в Британии включает от 400 000 до 500 000 членов, причем больше всего сикхов живёт в Большом Лондоне, Манчестере и Бирмингеме. Старейший сикхский храм открылся в Лондоне в 1908 году.
Сикхи прибывают в Великобританию из Восточной Африки, Индии и других бывших британских колоний.

## Индуизм
См. также: Индийцы в Великобритании 

Индуистская община в Британии насчитывает 400 000 человек. Первый индуистский храм был открыт в Лондоне в 1962 году. В настоящее время их более 120.
Индуизм исповедуют эмигранты из Индии, а также более ранние поселенцы родом из Кении, Танзании, Уганды, Замбии, Фиджи и Карибских островов. Среди течений индуизма наиболее распространён вишнуизм — Сознание Кришны.

## Буддизм
Буддизм исповедуют некоторые англичане, а также выходцы из Азии и Южной Азии. Всего в Великобритании находится около 800 буддистских групп и центров и 750 монастырей и храмов.
Наиболее крупной и влиятельной организацией в Европе считается Буддийское общество Великобритании (основано в 1924 году), издающее журнал “The Middle Way” (“Срединный путь”), который публикует информацию о буддизме в европейских странах и в США. В Великобритании существуют также Буддийская миссия (с 1926 года), Лондонская буддийская вихара (с 1954 года), храм Буддхападипа (с 1966 года), Тибетский центр, Британская буддийская ассоциация (с 1974 года), Дзэнский тренировочный центр, “Друзья западной буддийской общины” и др. Всего таких организаций около 40, они являются членами Буддийского общества Великобритании.

## Иудаизм
Первые евреи прибыли в Англию во времена нормандского завоевания. Они были выселены королевским указом в 1290 году, но допущены снова во время гражданской войны 1642-51 годов. Первые евреи прибывали из Испании и Португалии, но в наше время Британию в основном населяют евреи из европейских и восточноевропейских стран, которые скрывались на Британских островах от гитлеровской оккупации. Всего в стране около 300 тыс. евреев.

## Другие вероисповедания
Помимо выше перечисленных церквей и вероисповеданий, на территории Великобритании действуют многочисленные секты (например, сайентологи), культы и небольшие независимые церкви и религиозные объединения.

## Статистические данные
Религии в Великобритании (2001)
| Религия                | Численность исповедующих | Процентное соотношение исповедующих к численности населения |
| ---------------------- | ------------------------ | ----------------------------------------------------------- |
| Христианство           | 42,079,000               | 71,6 %                                                      |
| Буддизм                | 152,000                  | 0,3 %                                                       |
| Индуизм                | 559,000                  | 1 %                                                         |
| Иудаизм                | 267,000                  | 0,5 %                                                       |
| Ислам                  | 1,591,000                | 2,7 %                                                       |
| Сикхизм                | 336,000                  | 0,6 %                                                       |
| Другие религии         | 179,000                  | 0,3 %                                                       |
| Атеисты                | 9,104,000                | 15,5 %                                                      |
| Воздержались от ответа | 4,289,000                | 7,3 %                                                       |

Расселение по религиозному признаку (2001)
Англия
| Религия                | Численность исповедующих | Процентное соотношение исповедующих к численности населения |
| ---------------------- | ------------------------ | ----------------------------------------------------------- |
| Христианство           | 35,251,244               | 71,7 %                                                      |
| Буддизм                | 139,046                  | 0,3 %                                                       |
| Индуизм                | 546,982                  | 1,1 %                                                       |
| Иудаизм                | 257,671                  | 0,5 %                                                       |
| Ислам                  | 1,524,887                | 3,1 %                                                       |
| Сикхизм                | 327,343                  | 0,7 %                                                       |
| Другие религии         | 143,811                  | 0,3 %                                                       |
| Атеисты                | 7,171,332                | 14,6 %                                                      |
| Воздержались от ответа | 3,776,515                | 7,7 %                                                       |

Уэльс
| Религия                | Численность исповедующих | Процентное соотношение исповедующих к численности населения |
| ---------------------- | ------------------------ | ----------------------------------------------------------- |
| Христианство           | 2,087,242                | 71,9 %                                                      |
| Буддизм                | 5,407                    | 0,2 %                                                       |
| Индуизм                | 5,439                    | 0,2 %                                                       |
| Иудаизм                | 2,256                    | 0,1 %                                                       |
| Ислам                  | 21,739                   | 0,7 %                                                       |
| Сикхизм                | 2,015                    | 0,1 %                                                       |
| Другие религии         | 6,909                    | 0,2 %                                                       |
| Атеисты                | 537,935                  | 18,5 %                                                      |
| Воздержались от ответа | 234,143                  | 8,1 %                                                       |

Шотландия
| Религия                     | Численность исповедующих | Процентное соотношение исповедующих к численности населения |
| --------------------------- | ------------------------ | ----------------------------------------------------------- |
| Церковь Шотландии           | 2,146,300                | 42,4 %                                                      |
| Католичество                | 803,700                  | 15,88 %                                                     |
| Другие христианские течения | 344,600                  | 6,81 %                                                      |
| Буддизм                     | 6,800                    | 0,13 %                                                      |
| Индуизм                     | 5,600                    | 0,11 %                                                      |
| Иудаизм                     | 6,400                    | 0,13 %                                                      |
| Ислам                       | 42,600                   | 0,84 %                                                      |
| Сикхизм                     | 6,600                    | 0,13 %                                                      |
| Другие религии              | 27,000                   | 0,53 %                                                      |
| Атеисты                     | 1,397,500                | 27,55 %                                                     |
| Воздержались от ответа      | 278,100                  | 5,49 %                                                      |